# Кристъл Спрингс (язовир)
„Кристъл Спрингс“ (на английски: Crystal Springs Reservoir в превод язовир „Бистри извори“) е язовир, разположен в северната част на планинската верига Санта Круз в окръг Сан Матео в щата Калифорния, САЩ.
Обхваща цепнатина, създадена от разлома Сан Андреас и се намира на запад от градовете Сан Матео и Хилсбъро и магистрала 280.
Разделен е на 2 части от язовирна стена; между двете части преминава щатски път 92. До язовира има алеи за разходки, които се посещават от 300 000 души годишно.(1) Архив на оригинала от 2007-04-28 в Wayback Machine..